# Climat tropical

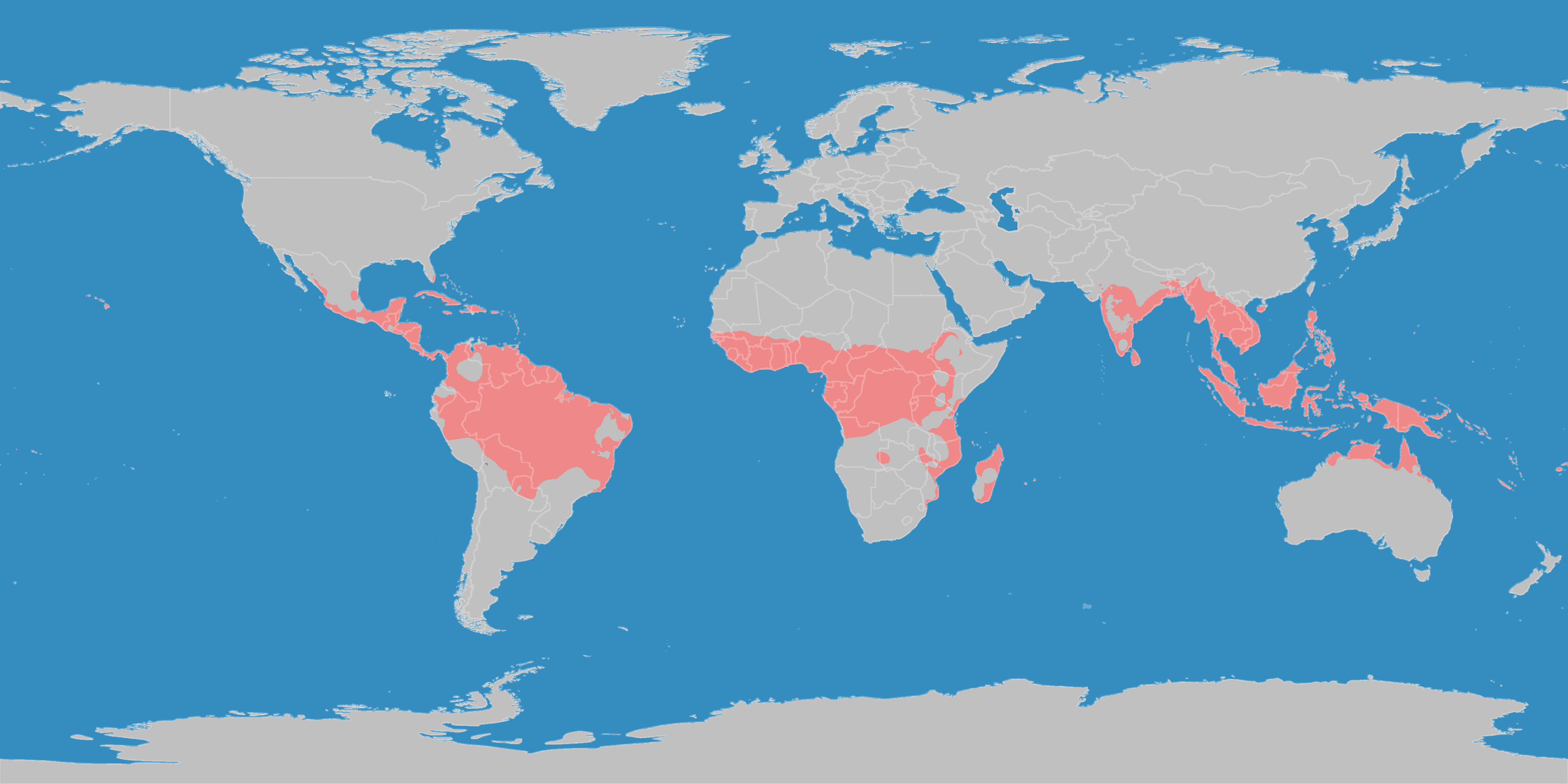
Arealul de răspândire al zonei ecuatoriale pe glob

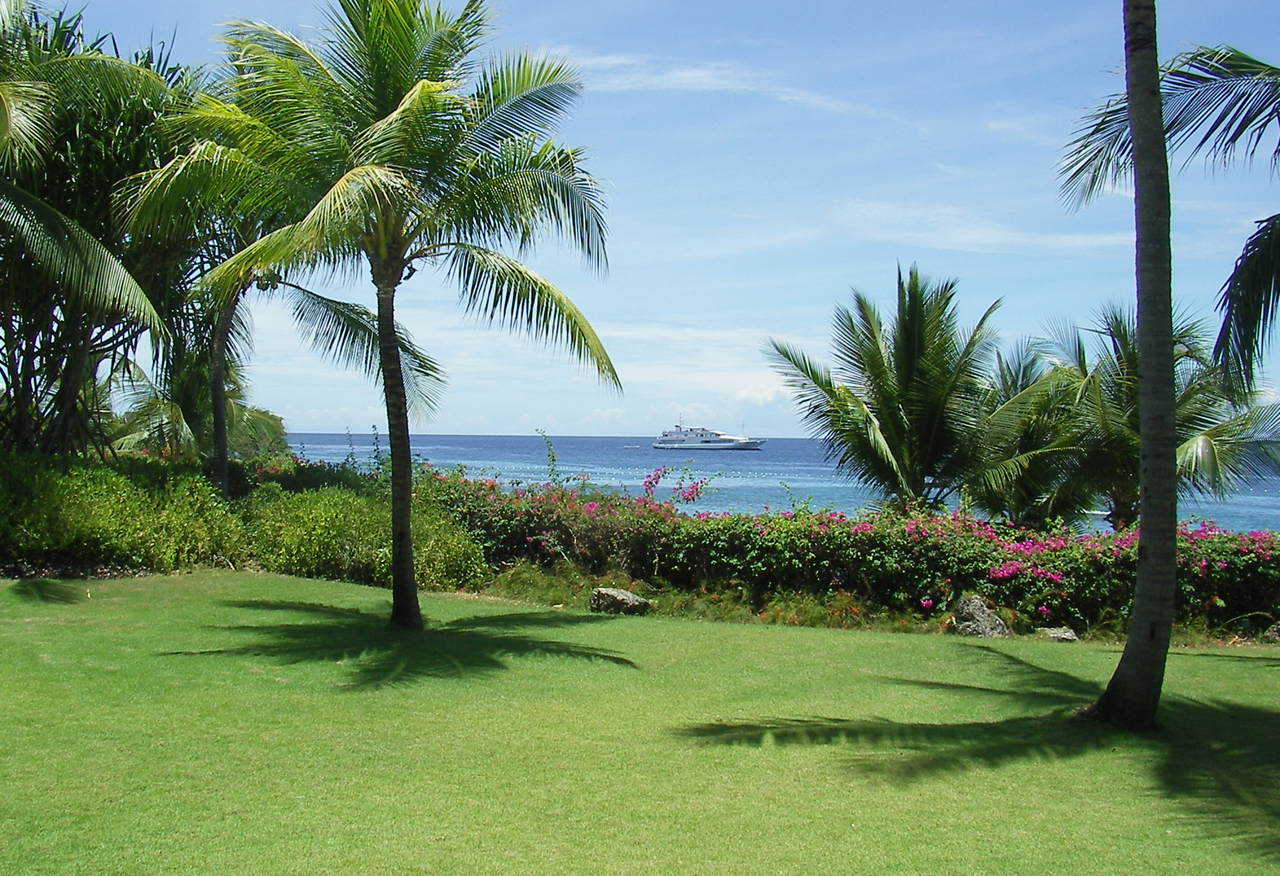
Ora 12 la tropice (în Filipine), soarele stă la zenit

Zonele tropicale (greacă tropai heliou - regiuni însorite) aparțin de zonele climatice calde și sunt caracterizate prin:
- Regiuni ce sunt traversate de tropicul racului (emisfera nordică)- paralela de +23,5°  și tropicul capricornului paralela de -23,5° (emisfera sudică), aici fiind zona de acțiune a alizeelor.
- la tropice soarele este la prânz cel puțin o dată pe an la zenit
- În sistemul de circulație din atmosferă se formează un brâu de maximă între cele două tropice (de sud și de nord)
- La ambele zone de o parte și alta a ecuatorului temperatura medie este de 25 °C, soarele fiind pe cer între 10,5 și 13,5 ore/zi.

Zona tropicală care apare ca un brâu de o parte și alta a ecuatorului este mărginită de zona subtropicală, granița dintre cele două zone fiind marcată de izoterma de 18 sau 20 °C (izoterma lunii celei mai reci), zona subtropicală fiind zona de trecere spre zona temperată.
În cadrul zonei tropicale sunt mai multe categorii de zone vegetale, care depind de cantitatea de apă existentă în regiune, lunile dintr-un an diferențiindu-se în „luni aride” și „luni ploioase” (luni umede):
- între 12 - 9½ luni ploioase = pădure tropicală,
- între 9 ½ - 7 luni ploioase = savană umedă,
- între 7 bis 4½ luni ploioase = savană aridă,
- între 4 1/2 -s 2 luni ploioase = savană cu cactee
- între 2 - 0 luni ploioase = deșert